# Nor Hacin

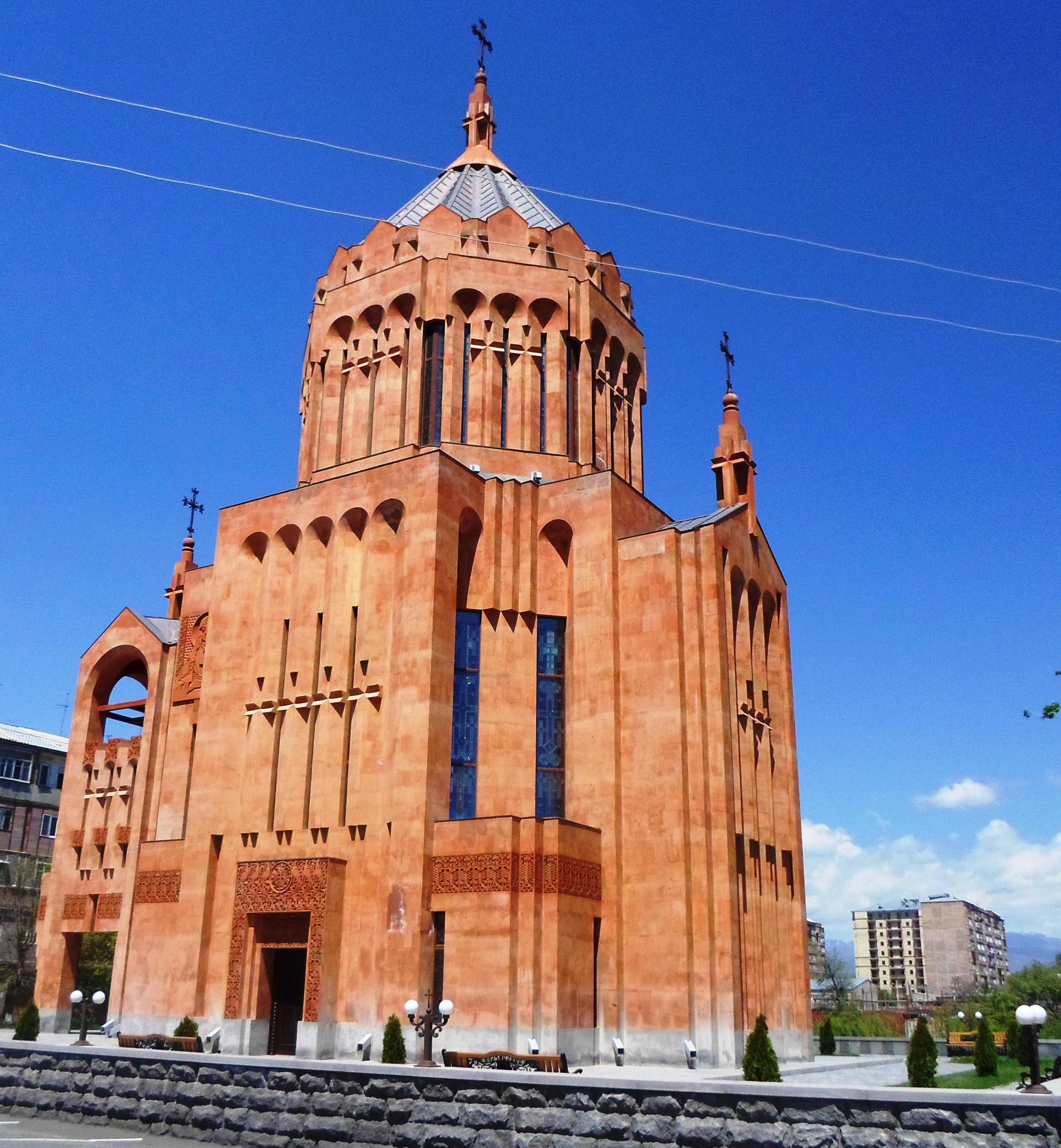

Nor Hachn este un oraș din Provincia Kotayk, Armenia.